# Podopogonus boettcheri
Podopogonus boettcheri är en skalbaggsart som beskrevs av Moser 1917. Podopogonus boettcheri ingår i släktet Podopogonus och familjen Cetoniidae. Inga underarter finns listade i Catalogue of Life.